# 新米哈伊利夫卡 (別爾江斯克區)
47°18′42″N 36°3′22″E / 47.31167°N 36.05611°E
新米哈伊利夫卡（羅馬化：Novomykhailivka）是位於烏克蘭南部扎波羅熱州別爾江斯克區切爾尼希夫卡市鎮的村莊。該村分別距離彼得羅巴甫利夫卡2.5公里和切爾尼希夫卡18公里，始建於1853年，面積7.39平方公里，海拔高度152米，2001年人口992。